# هانده بالادین
هانده بالادین (انگلیسی: Hande Baladın؛ زادهٔ ۱ سپتامبر ۱۹۹۷) بازیکن والیبال اهل ترکیه است.
از باشگاه‌هایی که در آن بازی کرده‌است می‌توان به باشگاه والیبال اجزاجی‌باشی اشاره کرد.